# Pattinaggio di velocità ai IX Giochi asiatici invernali - 500 metri femminile
La gara dei 500m femminile si è svolta il 9 febbraio 2025 allo Heilongjiang Winter Sports Training Center di Harbin, in Cina.

## Risultati
| Rank | Pair | Atleta             | Tempo  | Note |
| ---- | ---- | ------------------ | ------ | ---- |
| 1    | 8    | Kim Min-sun        | 38.24  |      |
| 2    | 9    | Lee Na-hyun        | 38.33  |      |
| 3    | 10   | Tian Ruining       | 38.57  |      |
| 4    | 5    | Wang Jingziqian    | 38.87  |      |
| 5    | 6    | Chen Ying-chu      | 38.88  |      |
| 6    | 7    | Iori Kitahara      | 38.97  |      |
| 7    | 8    | Rio Yamada         | 39.00  |      |
| 8    | 10   | Kristina Silaeva   | 39.11  |      |
| 9    | 3    | Xu Meng            | 39.20  |      |
| 10   | 7    | Yu Shihui          | 39.27  |      |
| 11   | 9    | Kako Yamane        | 39.35  |      |
| 12   | 4    | Kim Eun-seo        | 39.56  |      |
| 13   | 6    | Park Chae-eun      | 39.58  |      |
| 14   | 2    | Inessa Shumekova   | 39.676 |      |
| 15   | 3    | Darya Vazhenina    | 39.677 |      |
| 16   | 5    | Anna Kubo          | 39.79  |      |
| 17   | 4    | Margarita Galiyeva | 40.48  |      |
| 18   | 2    | Shruti Kotwal      | 42.86  |      |
| 19   | 1    | Nicole Law         | 46.87  |      |
| 20   | 1    | Diya Harsha Rao    | 52.94  |      |